# ドンザン県
ドンザン県（ドンザンけん、ベトナム語：Huyện Đông Giang / 縣東江?）は、ベトナム社会主義共和国クアンナム省の県。面積は811 km²、人口は25,320人（2018年）である。

## 行政区画
1市鎮10社から構成される。